# The Courteeners
The Courteeners – brytyjski zespół muzyczny, grający muzykę z gatunku szeroko pojętego rocka alternatywnego. Formacja pochodzi z Middleton w hrabstwie Wielki Manchester.

## Historia powstania i pierwsze sukcesy
Członkowie zespołu znają się od kiedy mają dziesięć lat. Trójka z nich: Liam, Michael oraz Daniel chodzili do jednej szkoły w Middleton, natomiast Mark uczęszczał do pobliskich szkół w Prestwich oraz Rochdale. Podczas studiów na University of Salford, Liam Fray często dawał koncerty w szkole, a wieczorami śpiewał w pobliskich barach w Manchesterze. Po zdobyciu pozytywnej reakcji publiczności Liam postanowił opuścić Uniwersytet i stworzyć własny zespół. Dołączył do niego przyjaciel - Michael Campbell i pod nazwą "Liam Fray" grali razem koncerty, aż do czasu, gdy do formacji dołączyli kolejni dwaj muzycy - Daniel Moores oraz Mark Cuppello. Ich pierwszy, większy koncert odbył się w Manchester Roadhouse w październiku 2006 roku i okazał się wielkim sukcesem. O formacji zrobiło się głośno, a 10 miesięcy później, 6 sierpnia 2007 roku wydali swój debiutancki singiel zatytułowany "Cavorting" przy współpracy z wytwórnią Loog Records. Drugi singiel "Acrylic" ukazał się na rynku 22 października i znalazł się na 44 pozycji listy przebojów UK Charts.

## Skład zespołu
- Liam Fray - kompozytor, wokalista, gitara
- Michael Campbell - perkusja, wokal wspierający
- Daniel Moores - gitara
- Mark Cuppello - gitara basowa

## Dyskografia

### Albumy
- "St.Jude"  (7 kwietnia 2008)
- "Falcon"  (22 lutego 2010)

### EP-ki
- "Here Come The Young Men"  (16 stycznia 2008, tylko w Japonii)
- "Live At Manchester Apollo"   (10 października 2008, EP-ka wyłącznie do pobrania w wersji 7digital)

### Single
- "Cavorting" (2007)
- "Acrylic"
- "What Took You So Long?" (2008)
- "Not Nineteen Forever"
- "No You Didn't, No You Don't"
- "That Kiss"